# Clifton Cates
Clifton Bledsoe Cates (Tiptonville, 31 agosto 1893 – Annapolis, 4 giugno 1970) è stato un generale statunitense, attivo nel corpo dei Marine durante la seconda guerra mondiale.
Arruolatosi nel 1917, prese parte alle ultime battaglie della prima guerra mondiale in Francia, venendo ferito e ricevendo alcune decorazioni. Dopo alcuni incarichi a terra prestò servizio sulla nave da battaglia California e con il 4º Reggimento Marine a Shanghai; spese quindi la maggior parte degli anni trenta in ruoli di comando all'interno del corpo, salvo un periodo compreso tra il 1937 e il 1938 che lo vide nuovamente in Cina.
Colonnello nel 1940, guidò uno dei reggimenti della 1ª Divisione Marine durante la lunga campagna di Guadalcanal e ottenne la Legion of Merit per l'ottimo contegno. Fu promosso maggior generale nel 1944 e assunse il comando della 4ª Divisione Marine, che condusse nel corso della campagna delle isole Marianne e della battaglia di Iwo Jima nel 1945. Portato al grado di generale, tra il 1948 e il 1952 fu comandante in capo del corpo dei Marine, poi tornò al ruolo di direttore della scuola Marine a Quantico fino al 1954, quando si ritirò. Morì nel giugno del 1970 e al suo funerale gli furono tributati grandi onori.

## Biografia
Clifton Bledsoe Cates nacque nell'agosto 1897 a Tiptonville nel Tennessee. Dopo aver ricevuto un'educazione basilare alle scuole provinciali, fu mandato dai genitori all'accademia militare nel Missouri, dove fu honor student per gli alti voti e si distinse in ambito sportivo. S'iscrisse poi all'università del Tennessee alla facoltà di legge, entrando anche nelle squadre di baseball e calcio dell'istituto. Una volta conseguita la laurea in legge nel 1916 si arruolò nel corpo dei Marine e ottenne il brevetto di sottotenente; il 13 giugno 1917 si presentò per il servizio militare a Port Royal nella Carolina del Sud.

### La prima guerra mondiale
Cates fu assegnato al 6º Reggimento Marine, reparto inviato in Francia dagli Stati Uniti che dall'aprile 1917 erano entrati nella prima guerra mondiale a fianco degli Alleati. Nel giugno 1918 combatté nel settore difensivo di Verdun e in quello dell'Aisne, in particolare nel bosco di Belleau e a Bouresches dove fu ferito e colpito da gas venefico: il coraggio dimostrato gli valse il conferimento di una Navy Cross e di due Army Distinguished Service Cross, una delle quali sostituita da Foglie di Quercia. Partecipò poi ai combattimenti di Soissons durante l'offensiva Aisne-Marna dove fu di nuovo ferito, guadagnandosi per l'audacia una Silver Star; ciononostante non si ritirò dalla prima linea e prese parte sia alla battaglia nel settore di Marbache (zona del saliente di Saint-Mihiel), sia alla battaglia di Blanc Mont dell'ottobre 1918, nella quale mantenne un comportamento tale che fu decorato con una seconda Foglia di Quercia in luogo di un'ulteriore Silver Star. Fu infine presente agli scontri della foresta delle Argonne.
Durante il servizio in Francia fu promosso tenente.

### Il periodo interbellico
Dopo un periodo passato in Germania tra le file dell'esercito d'occupazione alleato, Cates ritornò in patria nel settembre 1919 e ricoprì l'ufficio di assistente alla Casa Bianca e, poi, di aiutante di campo del comandante del corpo dei Marine a Washington. Promosso capitano l'anno successivo, fu nominato assistente del comandante generale del Dipartimento del Pacifico stanziato a San Francisco; mantenne questo incarico fino al giugno 1923, quando ricevette ordine di imbarcarsi sulla corazzata USS California al comando del distaccamento di Marine che essa trasportava. Nell'aprile 1925 ritornò al servizio sulla terraferma inquadrato nelle file del 4º Reggimento Marine con quartier generale a San Diego, in California. Nel marzo 1928 si presentò per il servizio militare a Spokane, nello stato di Washington, e a poi Omaha nel Nebraska; dopo questo periodo divenne membro dell'American Battle Monuments Commission di Washington, quindi nell'aprile 1929 s'imbarcò alla volta di Shanghai in Cina, riunendosi al 4º Reggimento. Nell'ottobre 1931, ancora in Oriente, fu promosso maggiore.
Fece ritorno negli Stati Uniti nel 1932 per poter frequentare lo Army Industrial College: completato il corso nel giugno 1933, fu assegnato alla Marine Corps Base Quantico con sede nell'omonima città della Virginia, dove fu aggregato al 7º Reggimento Marine e concluse il corso ufficiali alla Marine Corps Schools. Avanzato al grado di tenente colonnello nel luglio 1935, si recò a Washington nel mese di settembre per assumere il proprio posto nella Sezione piani di guerra al quartier generale Marine, dove rimase fino all'estate 1937, poiché ad agosto fu inviato a Shanghai a capo di un battaglione del 6º Reggimento Marine; poi nel marzo 1938 fu trasferito al 4º Reggimento, prestandovi servizio fino all'anno successivo. Tornato in patria, attese ai corsi dell'Army War College durante i quali, nell'aprile 1940, fu promosso colonnello; a giugno terminò gli studi e fu assegnato al posto di Direttore della Basic School del Philadelphia Navy Yard dislocato nell'omonima città della Pennsylvania.

### La seconda guerra mondiale
L'entrata degli Stati Uniti nella seconda guerra mondiale colse il colonnello Cates nell'incarico alla Basic School, che mantenne per alcuni mesi dopo l'attacco di Pearl Harbor avvenuto il 7 dicembre 1941. Nel maggio 1942 fu promosso al comando del 1º Reggimento Marine, 1ª Divisione Marine che, destinata al fronte dell'Oceano Pacifico, dette inizio alla campagna di Guadalcanal. Egli diresse il 7 agosto lo sbarco del proprio reparto e, dopo aver tentato senza successo di porre sotto controllo un vasto altopiano detto "tumulo erboso", preferì dirigere sulla pista aerea sull'isola che occupò nel pomeriggio dell'8 agosto. Nominato brigadier generale nel settembre 1942 e insignito della Legion of Merit, nel marzo 1943 fece ritorno negli Stati Uniti e fu investito della carica di comandante della Marine Corps School di Quantico, in Virginia. Nel febbraio 1944 fu avanzato al grado di maggior generale ma continuò a prestare servizio a Quantico fino al giugno 1944; il mese successivo assunse il comando della 4ª Divisione Marine. Condusse la divisione dapprima nella battaglia di Tinian tra luglio e agosto (venendo insignito della Distinguished Service Medal), poi nella feroce battaglia di Iwo Jima tra il febbraio e il marzo 1945; l'azione del suo comando durante quest'ultima battaglia fu premiata con una Gold Star al posto di una seconda Distinguished Service Medal.

### Ultimi anni e morte
Cates tornò negli Stati Uniti nel dicembre 1945 e ricoprì per sei mesi la carica di presidente del Marine Corps Equipment Board a Quantico, quindi fu nominato comandante generale delle locali caserme del corpo. Vi rimase fino al 1º gennaio 1948, quando promosso generale fu il successore del generale Alexander Vandegrift come comandante del corpo dei Marine, il diciannovesimo ufficiale a tenere questa posizione: come tale ebbe la responsabilità delle operazioni condotte dai Marine durante buona parte della guerra di Corea. Il 31 dicembre 1951 lasciò il posto al proprio successore e nel 1952, riportato al grado di tenente generale, riprese il ruolo di comandante della Marine Corps School di Quantico. Nel giugno 1954 si ritirò dal servizio attivo; fu comunque nominato una seconda volta generale sulla lista degli ufficiali a riposo.
Clifton Cates morì il 4 giugno 1970 a 76 anni al Naval Hospital di Annapolis, nel Maryland, dopo una lunga malattia. Fu sepolto l'8 giugno al cimitero nazionale di Arlington con pieni onori militari.
Nel 1998 al museo di Tiptonville, in suo onore, è stata inaugurata una lapide commemorativa.

## Vita familiare
Cates si sposò con Jane Mcilhenny Cates (1898-1988), la quale è stata sepolta nella tomba del marito. I due ebbero un figlio, Clifton B. Cates jr. (San Francisco, 9 settembre 1921 - 4 marzo 2010), che frequentò nel biennio 1938-1939 la New Mexico Military Academy e si arruolò nel maggio 1942 nella marina statunitense, partecipando alla guerra come membro dell'equipaggio della corazzata USS Pennsylvania. Si ritirò nel giugno 1972 dopo aver servito come Ispettore generale del Naval Ordnance Systems Command.

## Onorificenze
Le motivazioni sono tratte da: